# Чалик
Чалик (на молдовски: Cealîc) е село, разположено в Тараклийски район, Молдова.

## Население
Населението на селото през 2004 година е 512 души, от тях:
- 234 – гагаузи (45,70 %)
- 102 – молдовани (19,92 %)
- 94 – българи (18,36 %)
- 46 – украинци (8,98 %)
- 32 – руснаци (6,25 %)
- 4 – други националности или неопределени (0,78 %)